# Bécassine de Hautura
Coenocorypha barrierensis
Espèce
Synonymes
- Coenocorypha aucklandica barrierensis
Oliver, 1955

Statut de conservation UICN

 EX  : Éteint
La Bécassine de Hautura (Coenocorypha barrierensis) est une espèce éteinte d'oiseaux de la famille des Scolopacidae, autrefois considérée comme une sous-espèce de la Bécassine des Auckland (C. aucklandica).

## Répartition
Cette espèce était endémique de Nouvelle-Zélande.